# Klein-Umstadt
Klein-Umstadt ist ein Stadtteil von Groß-Umstadt im östlichen Teil des südhessischen Landkreises Darmstadt-Dieburg am nördlichen Rand des Odenwaldes. Von den acht, zwischen 1971 und 1977 im Zuge der Gebietsreform in Hessen der Stadt Groß-Umstadt angegliederten, ehemals selbständigen, Gemeinden, ist Klein-Umstadt der bevölkerungsmäßig größte Stadtteil.

## Geographie

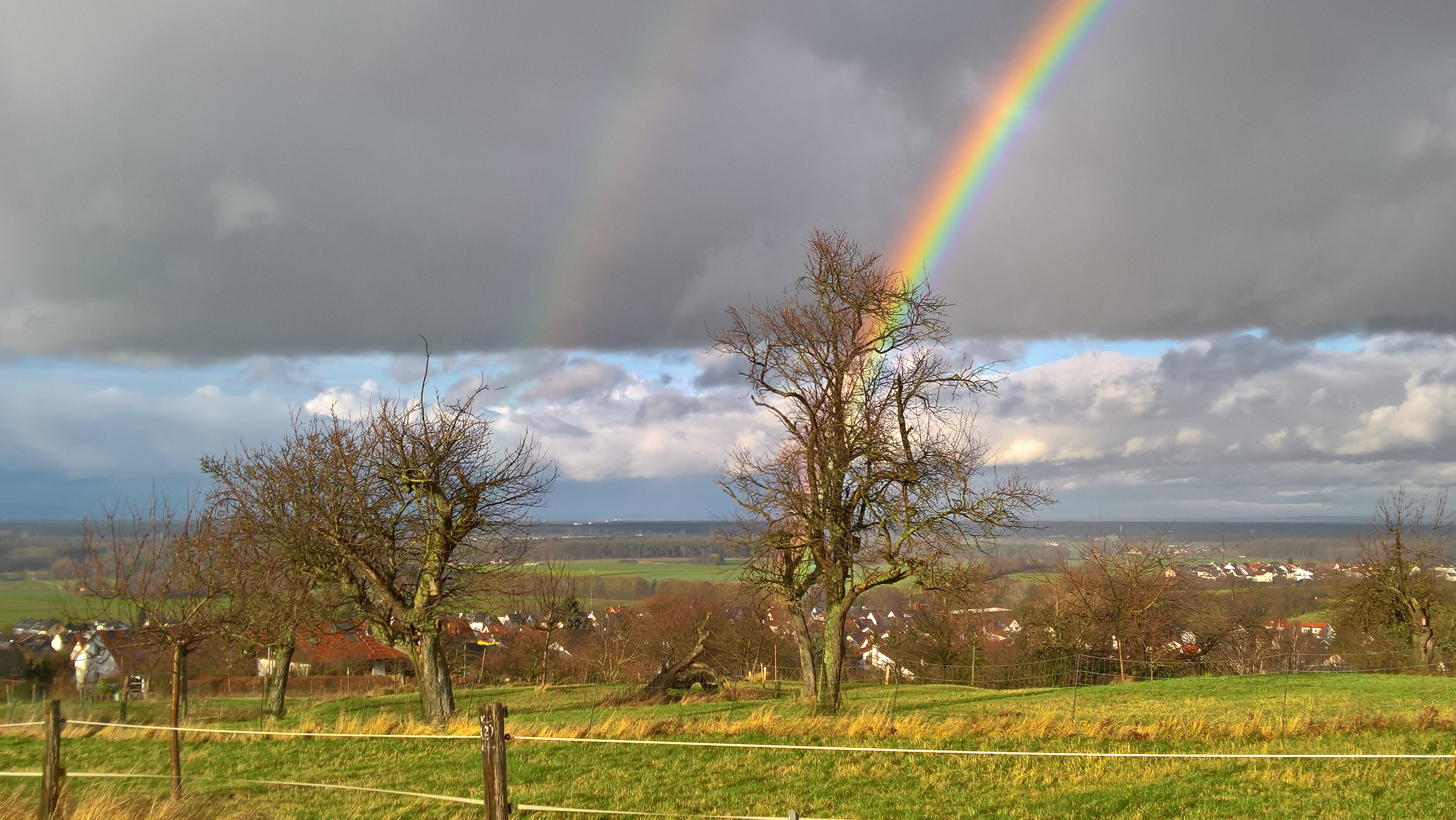
Blick nach Norden von unterhalb der Wendelinuskapelle über Streuobstwiesen auf das Mitteldorf in die Mainebene. Am rechten Bildrand der Nachbarort Kleestadt

### Geographische Lage
Klein-Umstadt liegt am nördlichen Rand des Mittelgebirges Odenwald in einer flachen Mulde des Lössgebietes, circa 40 km südöstlich von Frankfurt am Main entfernt und etwa in der Mitte zwischen Darmstadt und dem unterfränkischen Aschaffenburg, ca. 7 km südöstlich von Dieburg.
Klein-Umstadt besteht aus der extrem breitgezogenen Gemarkung Klein-Umstadt und grenzt im Norden an den Ortsteil Kleestadt, im Osten an die Gemeinde Schaafheim und den Schaafheimer Ortsteil Radheim, südöstlich an den Umstädter Stadtteil Dorndiel, mit dem südöstlichen Zipfel an den Stadtteil Wald-Amorbach der Stadt Breuberg, im Süden an den Umstädter Stadtteil Raibach, im Südosten und Südwesten an die Kernstadt von Groß-Umstadt, im Westen an den Stadtteil Richen. Die östliche Gemarkungsgrenze ist der direkte Übergang zur alten Bachgauer Landwehr. Innerhalb der Gemarkung liegen die folgenden aktuellen bzw. historischen Siedlungsplätze:

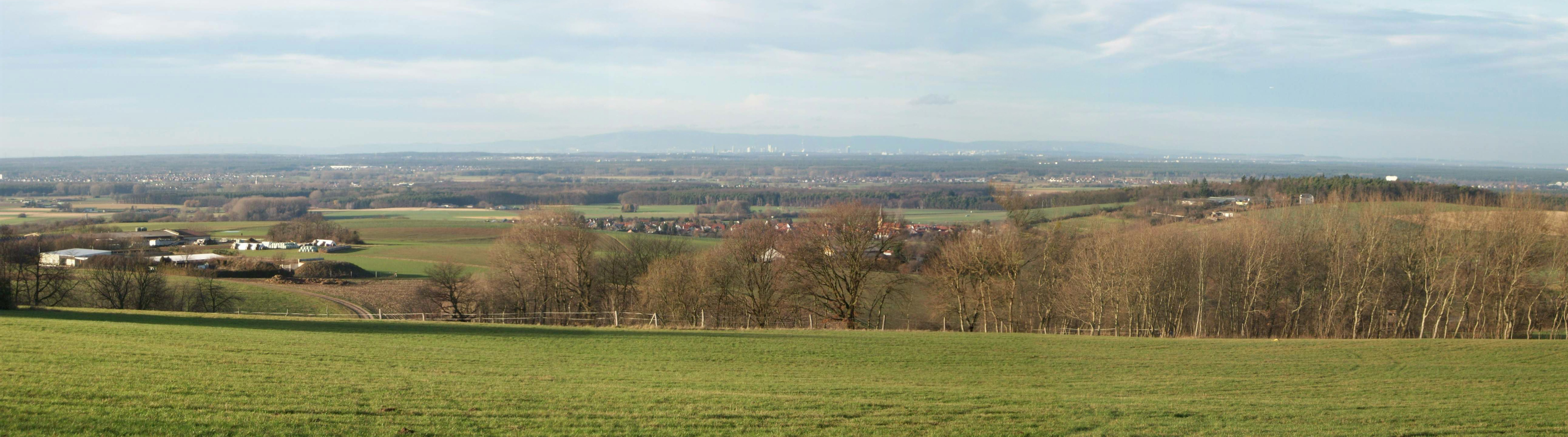
Panorama der Untermainebene von den letzten Ausläufern des Odenwaldes auf Klein-Umstädter Gemarkung mit Blick über Kleestadt in die östliche Dieburger Bucht (Gersprenzniederung) bis Frankfurt und Hanau, begrenzt am Horizont vom Taunus

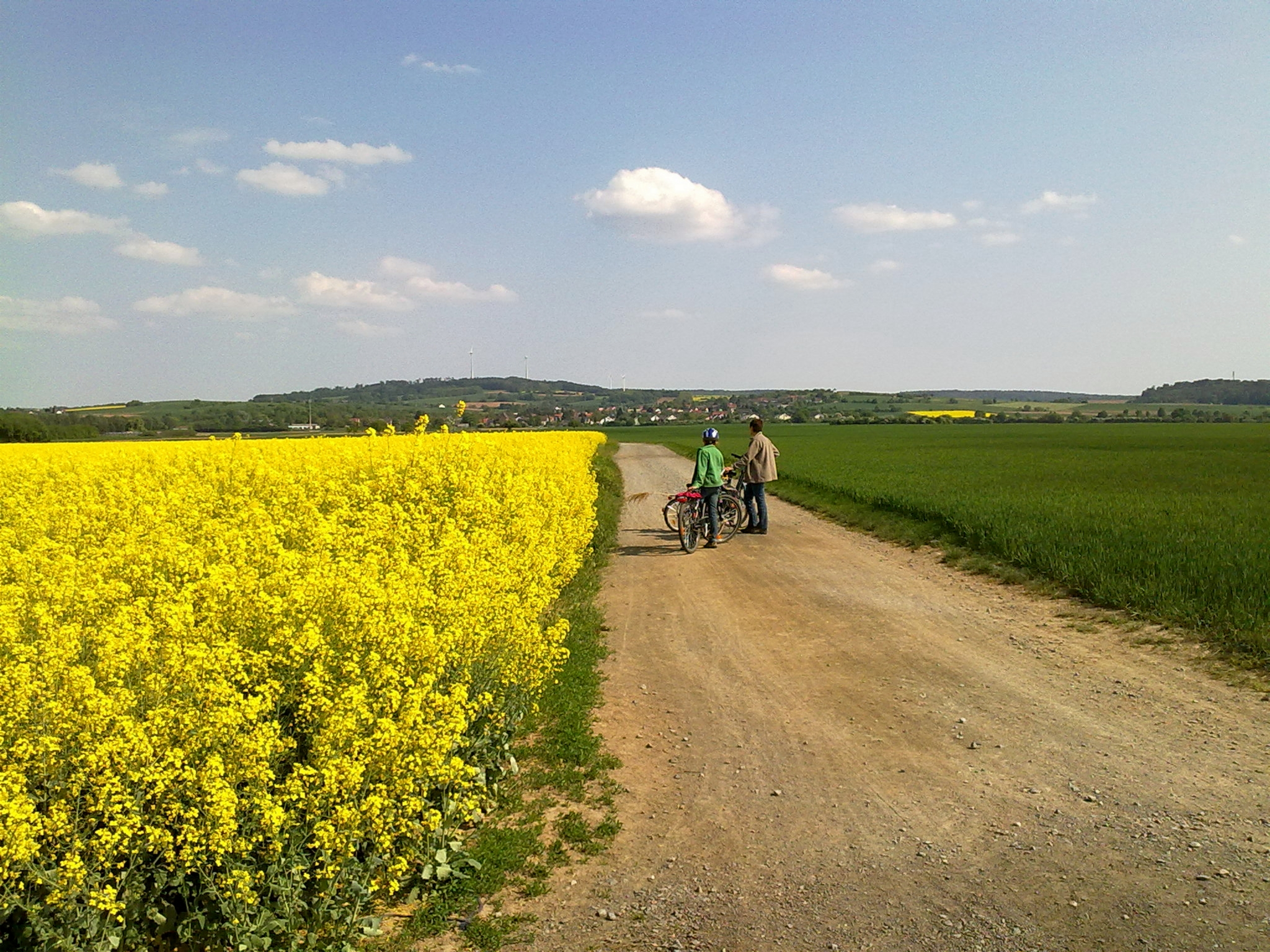
Blick von Nordwesten nach Südosten auf das am auslaufenden Odenwald liegende Klein-Umstadt. Auf dem Binselberg sind schwach die vier Windräder zu sehen. Am rechten Bildrand anschließend (geografisch in südliche Richtung) befindet sich der Ziegelwald (bekannt durch die Altsteinzeitfunde durch Otto Völzing).

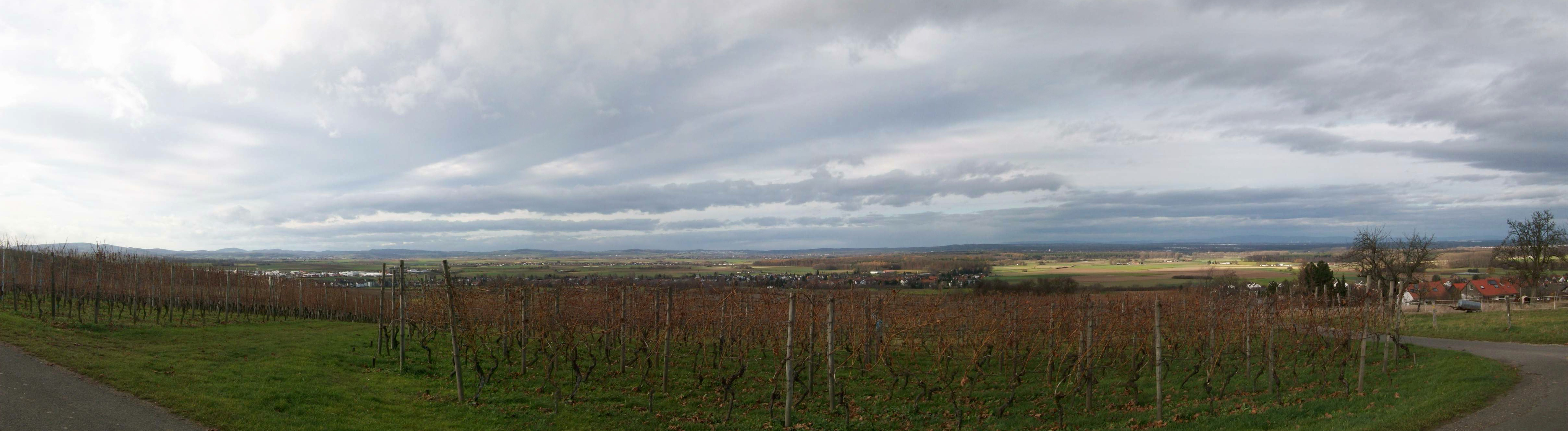
Panorama der Untermainebene nach Westen in die Dieburger Bucht und das Messeler Hügelland

- Grünheckerhof[4]
- Häuserhof[5]

### Geologie
Klein-Umstadt hat durch seine Hanglage am nördlichen Ausgang des Odenwaldes östlich der Otzberg-Bruchzone eine abwechslungsreiche geologische Beschaffenheit. Klein-Umstadt liegt naturräumlich in der östlichen Untereinheit Kleine Bergstraße (Naturraum 231.3) des Reinheimer Hügellands im Tal des unterhalb des Binselberges entspringenden Amorbaches. Die tiefste Stelle der Gemarkung liegt bei 161 m NHN nördlich des Bahnhofes am hier die Bahnstrecke unterquerenden Amorbach, die den Ort überragende Wehrkirche auf 203 m NHN, das Ortsende Richtung Radheim liegt bei etwa 225 m NHN, der höchste Punkt der Gemarkung im Bereich des Binselberges um den Windpark bei etwa 359 m ü. NHN. Der östliche Teil der Gemarkung setzt sich über den Binselberg in die Natureinheit 144, dem Sandstein-Odenwald, Naturraum 144.68 – dem Breuberg-Odenwald – fort.
Am hier in die Tiefe auslaufenden Kristallinen Odenwald, entstanden durch die Variszische Orogenese, findet sich ein Untergrund aus Granit und Granitgneis (380 Millionen Jahre). Dieser wird im Oberdorf von Tonsteinen (Zechstein) und in der südlichen und südöstlichen Gemarkung vom auslaufenden unteren Buntsandstein des Odenwälder Buntsandstein überdeckt. Zu nennen ist noch der Umstädter Quarzporphyr, eine Ablagerung aus Vulkanen, die vor rund 270 Millionen Jahren aktiv waren und schwere Ausbrüche verursachten. Wer will, kann dabei im Quarzporphyr nach Turmalinen suchen. Im Mitteldorf und im Bereich der Weinlage Stachelberg liegt dieser ignimbritische permische Rhyolith (Rotliegend) an der Oberfläche.
Im Tertiär kam es zum Einbruch des Oberrheingrabens, mit einhergehenden erneuten basaltischem Vulkanismus an den alten Störungszonen. Sehr schön ist das an den Basaltsäulen des markant liegenden nahen Otzberg am Naturdenkmal des Säulenbasalts zu sehen. Bariumführende hydrothermale Lösungen, die diesen Bereich des Odenwald durchzogen, führten zu Erzführenden und verkieselten Schwerspat Lagerstätten.
Der auslaufende Sandstein-Odenwald geht im nördlichen und westlichen Teil der Gemarkung in die Hanau-Seligenstädter Senke (Hanauer Becken oder auch Östliche Untermainebene) über, mit dem Ausläufer der Dieburger Bucht in der nordwestlichen Gemarkung und besteht aus tertiären Ablagerungen überdeckt von jüngeren Flussablagerungen sowie Löss- und Flugsanddecken. Dabei wurde die Lösslandschaft über die Jahrhunderte durch tief ausgeschnittene Hohlwege geprägt.
Oberhalb des Ortes finden sich zwei Aussichtspunkte mit Blick auf markante Naturräume Hessens. Zum einen von der Wendelinuskapelle, zum anderen von unterhalb des Binselberges (die Kuppe selbst ist inzwischen so bewachsen, dass die Wander- und Aussichtspunkte ohne Funktion sind) bieten sich eindrucksvolle Sichten auf die Höhen des Reinheimer Berglandes, des Messeler Hügellandes und des Taunus, auf die Dieburger Bucht als Teil der Hanau-Seligenstädter Senke und somit Teil der naturräumlichen Haupteinheit Untermainebene, alle genannten Teil des Rhein-Main-Tieflands.

## Geschichte

### Von der Steinzeit bis zu den Römern
Jahrhundertelang war der Ort eine selbständige Gemeinde mit einer wechselvollen Geschichte, die nachweisbar bis ins Spätmittelalter zurückreicht. Siedlungsfunde in den benachbarten Stadtteilen und der weiteren Umgebung belegen sogar eine Besiedelung der Gegend seit der Steinzeit (Ziegelwald bei Richen), über die Jungsteinzeit Kultur der Michelsberger bis zu Funden der Bandkeramik aus ca. 3000 v. Chr. Grabhügel aus der Bronzezeit, das Manngrab aus der Hallstattzeit in der Nachbargemarkung Münster (Hessen) Ortsteil Altheim und Gräberfunde in Umstadt belegen keltische Besiedelung bis in die La-Tène-Zeit. Wo der Menhir (umgesetzter Standort nahe dem Geopunkt) einzuordnen ist, kann nicht mehr verifiziert werden. Römische Ausgrabungen (Hauptgebäude einer Villa rustica) und ein alemannischer Friedhof (Funde in der Kernstadt) vervollständigen die Zeugnisse aus der Zeit der Civitas Auderiensium bis in die jüngere Geschichte. Restfunde einer Villa rustica an der Gemarkungsgrenze Klein-Umstadt zu Richen sind bekannt, aber noch nicht ergraben. Eines der römischen Andenken ist auch der Weinanbau in der Klein-Umstädter Einzellage Stachelberg der Odenwälder Weininsel, welche zum Weinanbaugebiet Hessische Bergstraße gehört.

### Mittelalter

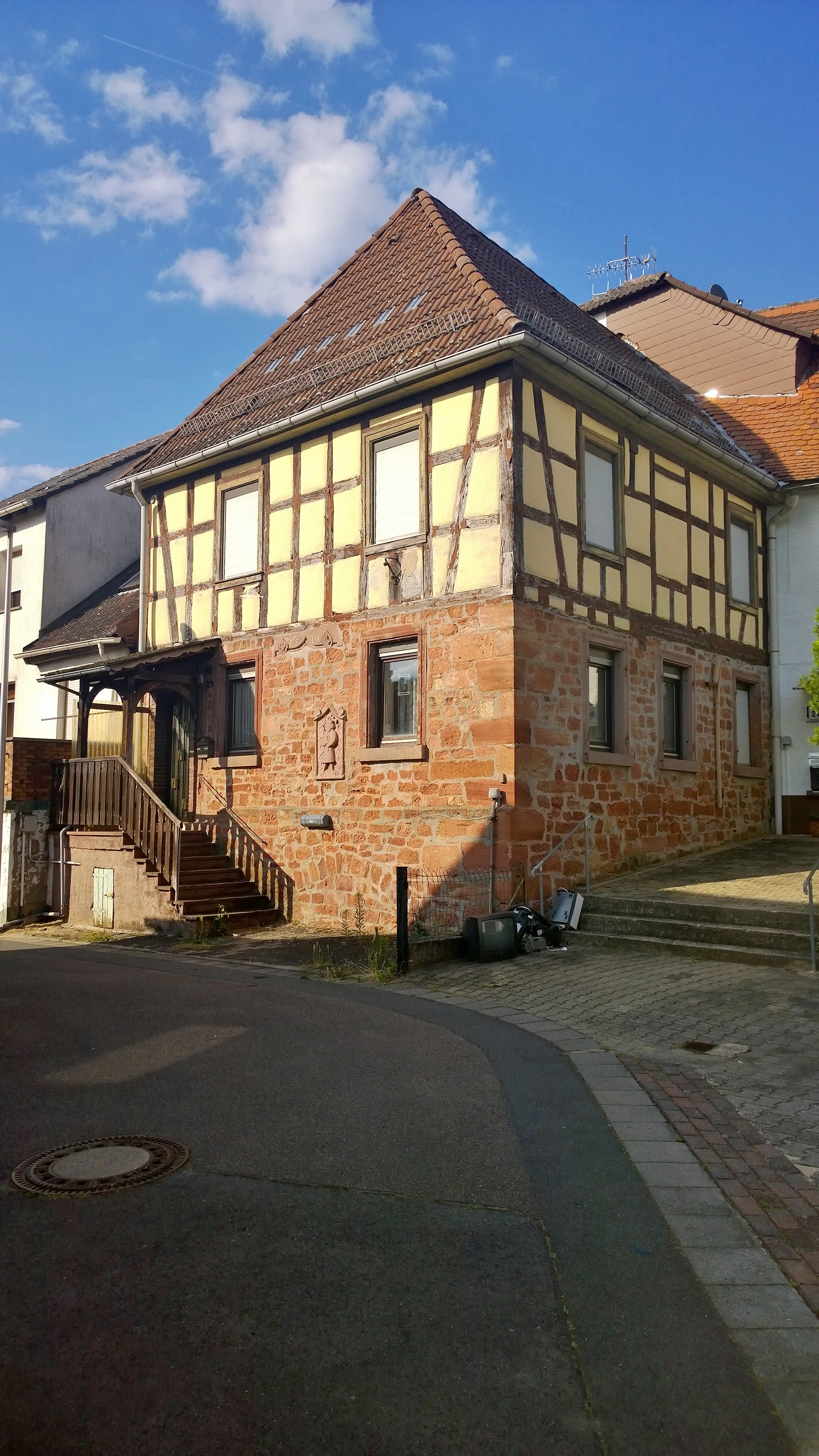
Spätmittelalterliche Reste des Freihofs (Fachwerk auf Odenwälder Sandstein) mit einfachem Doppelwappen der Wais von Fauerbach und Schelle von Umstadt mit der Jahreszahl 1519 und einer noch ungeklärten Darstellung eines Musikanten, die aber als Darstellung des heiligen Wendelin vermutet werden kann.

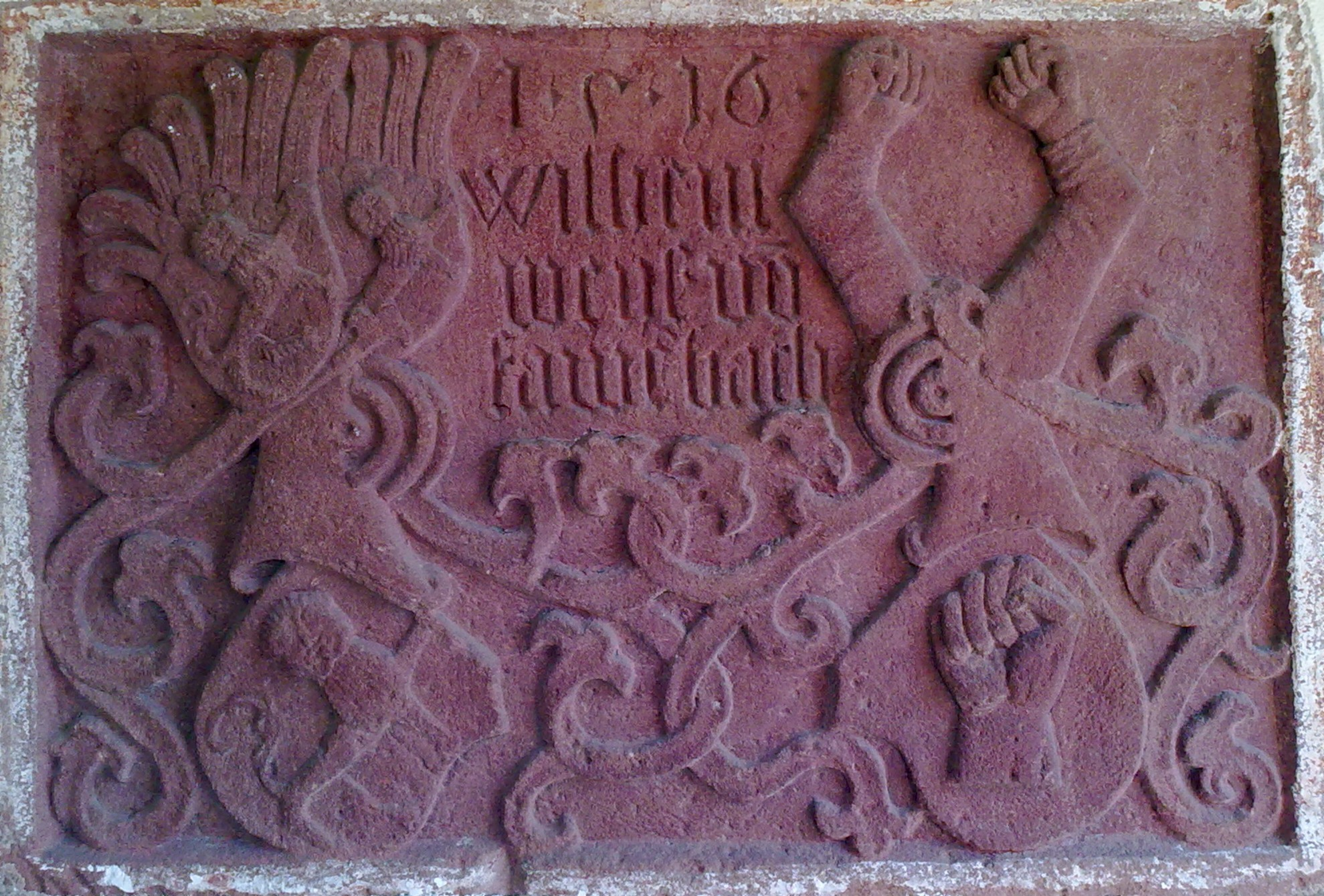
Allianzwappen der Wais von Fauerbach (Löwe) und Schelle von Umstadt (rechte Faust) am Pfarrhaus des Dorfes, datiert 1516

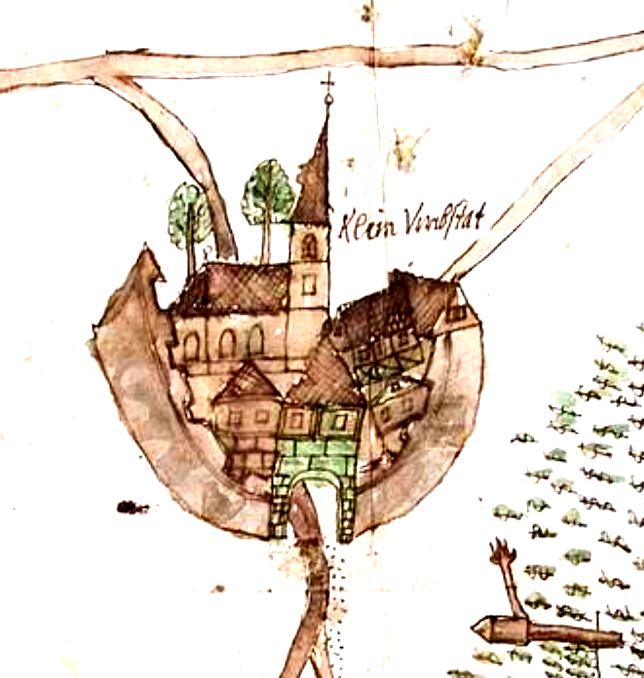
Der Ort in einer kolorierten Federzeichnung (um 1600); zweitälteste Darstellung Klein-Umstadts

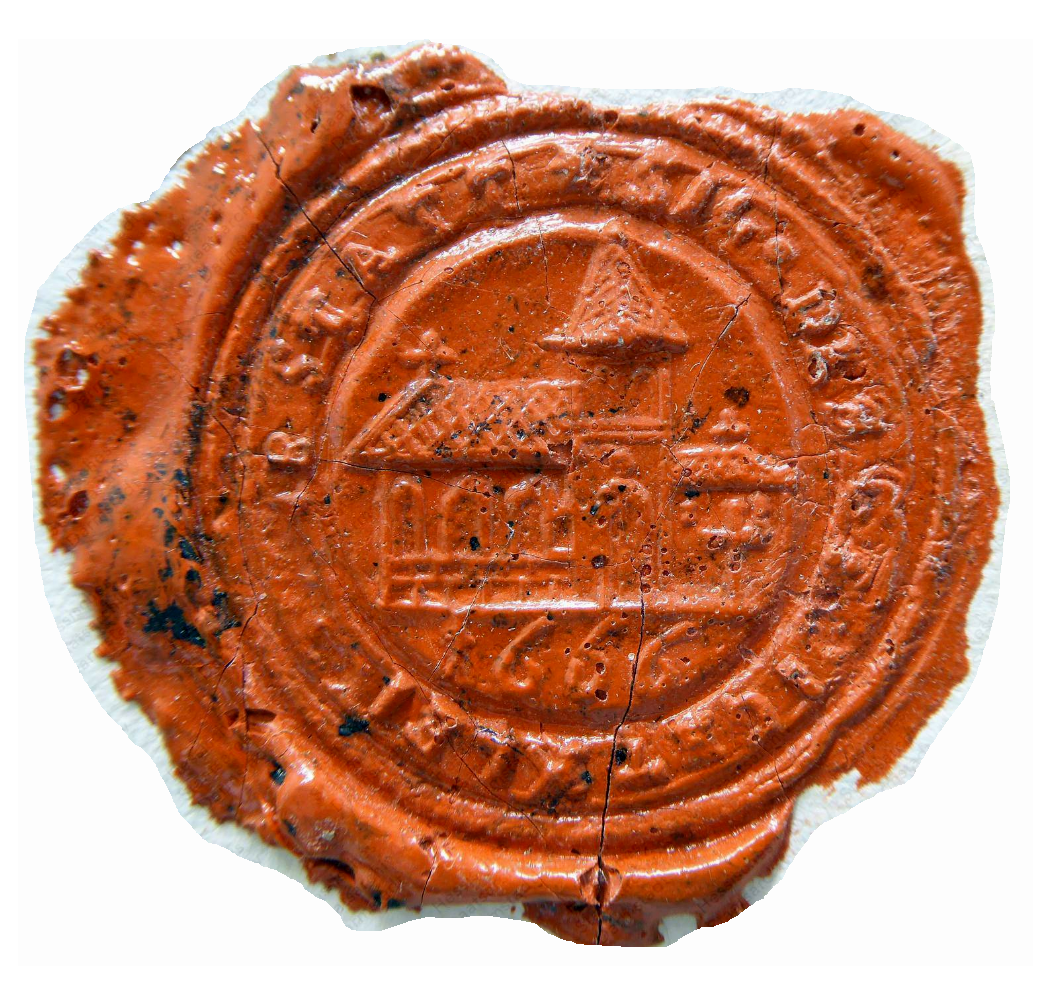
Siegelabdruck des Orts- bzw. Gerichtssiegels von 1735 mit Jahreszahl von 1666 unter der Kirche. Im Vergleich zum späteren daraus abgeleitetem Ortswappen befindet sich rechts des Kirchturms noch ein weiterer Gebäudeansatz und im Kirchenschiff sind drei Fenster abgebildet. Der umlaufende Text ist nicht vollständig zu entziffern.

Frühe urkundliche Nennungen von 1229 als Omestad minor und 1261 als Vnnestat sind heute nicht mehr zweifelsfrei Klein-Umstadt zuzuweisen. Der erste zweifelsfreie urkundliche Nachweis des ehemaligen Haufendorfes war um 1305. Anfänglich noch als Unnestat (1317), ville Unstat (1361), Unstad (1377), Onstad (1437), 1451 dann Clein Omstat
und 1475 als Unstatt, Kleyn Unstat (1493), 1522 als Klein Umbstat oder Clein Umbstadt (1552) bekannt, war der Ort von einer Stadtmauer, besser gesagt Wehrmauer umgeben. Die östliche Hälfte des alten Dorfkerns wurde nach einem schweren Großbrand 1859, der das Dorf nahezu völlig einäscherte, wieder neu aufgebaut. Im westlichen Ortskern ist dagegen die alte, verwinkelte Siedlungsstruktur erhalten geblieben. Dort finden sich auch heute noch Überreste der mittelalterlichen Wehrmauer, die das kleine Dorf einst komplett umfasste.

#### Wehrkirche
Die heutige Pfarrkirche war mit einem Mauerring in diese Wehranlage integriert. Das romanische Langhaus geht vermutlich auf das 11. Jahrhundert zurück, während der Chor im 15. Jahrhundert umgebaut wurde. Im Inneren der Kirche findet sich eine der ältesten gotischen Steinkanzeln in Hessen. Der gotische Chor der Klein-Umstädter Wehrkirche wurde vermutlich zwischen 1450 und 1470 errichtet. Auch heute noch bestimmt die spätestens um 1425 erbaute Wehrkirche das Bild des Stadtteils. Die vermutlich erste und älteste bronzene Glocke (Denkmal) des Dreiergeläuts der Kirche kam 1541 von der bekannten Frankfurter Glocken-, Geschützgießer und Büchsenmacherfamilie Konrad Gobel. Stolz ist die Kirchengemeinde auch auf eine renovierte Kurfürstenbibel aus dem Jahre 1665.

#### Geschichtliche Erwähnungen
1432 wurden die Gebrüder Rudolf und Konrad Gayling von Altheim vom Pfälzer Kurfürsten Ludwig III. mit einem Hof am Ort (genannt Grehecken heute Grünhecker Hof) belehnt. 1451 hatten die Eppstein Besitz im Ort, das an Winther von Wasen als Lehen vergeben war. Der einstige Freihof mit seinem Fachwerk aus dem 16. Jahrhundert ist heute baulich verändert. Eine dort und am Evangelischen Pfarrhaus angebrachte Wappentafel erinnern an das Geschlecht der Schelle von Umstadt. 1548 bekam der Hofmeister und Kämmerer Kraft Georg von Boineburg zu Stedfeld von Landgraf Philipp I. von Hessen die heimgefallenen Lehensgüter der Gebrüder Phillip und Caspar von Dudelsheim als Mannlehen. Dabei stand die verwendete Bezeichnung einer Niedernburg wohl für den Freihof und seine Güter. Dies ist nicht mit dem Burgstall Dorndiel zu verwechseln, der am östlichen Ende der Klein-Umstädter Gemarkung lag.
Das Relief des heiligen Wendelin (lateinisch Wendelinus) ist in Zusammenhang mit der gleichnamigen und weithin sichtbaren Kapelle (Bau Ende 15. Jahrhundert) in den Weinbergen zu finden. Das Kloster Höchst hatte im Mittelalter Grundbesitz im Dorf.
Nachweisbar von 1542 bis zur Vertreibung um 1933 gab es jüdische Mitbürger im Ort. 1550 hatte Jakob Gans von Otzberg einen Weingarten in der Gemarkung in Besitz.
Von 1581 stammt der erste bildliche Nachweis des Ortes in einer Papier auf Leinwand aufgezogenen gemalten Landkarte des Gebietes zwischen Dieburg und Groß-Umstadt im Westen und Großostheim und dem Main im Osten, erstellt von dem Frankfurter Maler und Kupferstecher Elias Hofmann (gest. 1592). Elias Hofmann war vereidigter Terrain-Maler der Stadt Frankfurt und Kupferstecher. Er betrieb im Hainerhof von Kastellaun eine Kupferdruckerei mit mehreren Pressen und war für viele detailgetreue Karten der Rhein-Main-Region der damaligen Zeit berühmt.
Von um 1600 stammt das erste detailgetreue Bild des Ortes mit dem Obertor, der Wehrmauer, der markanten Wehrkirche und den Fachwerkhäusern des alten Dorfkerns.
1655 wurde der Ort durch ein Weistum über das Großschlagsche Gericht bekannt (nach dem mittelalterlichen Adelsgeschlecht der Groschlag von Dieburg). 1671 wurde der Ort unter anderem in einem Tauschvertrag erwähnt, indem Balthasar von Weitolshausen gen. Schrautenbach im Tausch Gefälle im Ort dem Landgrafen Ludwig VI. von Hessen-Darmstadt übereignete.

### Neuzeit

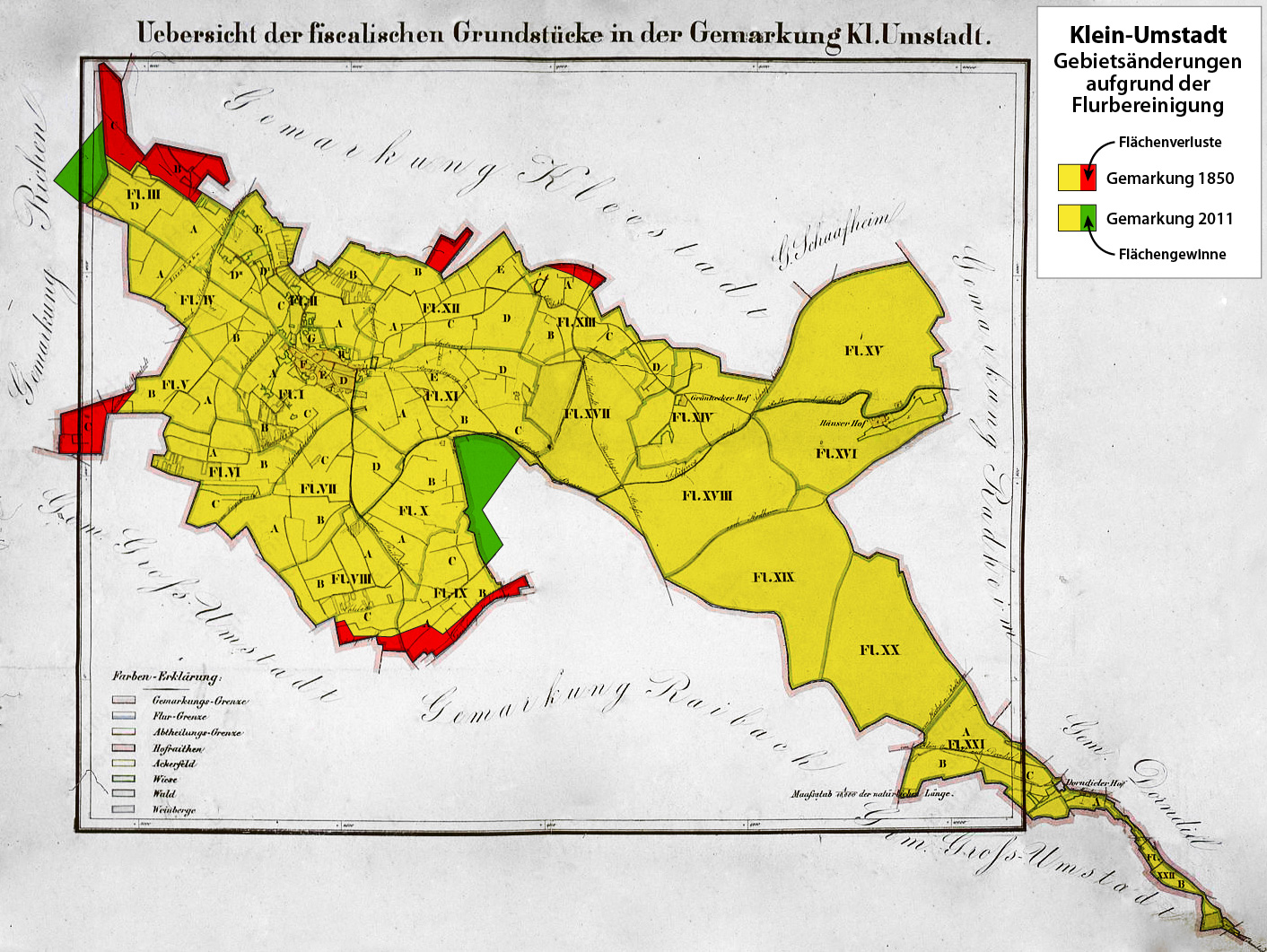
Die Änderung (Flurbereinigung) der Gemarkungsgrenzen von Klein-Umstadt zwischen 1850 und heute (Stand 2011). Rot sind Flächenverluste, Grün sind Flächengewinne eingezeichnet.

1789 beschreibt die Kurpfälzische physikalisch-ökonomische Gesellschaft als Landwirtschaft im Dorf besonders den Erbsenanbau: „Die Erbsen gehören zu dem köstlichsten in unserm Vaterlande, und werden daher auch sehr reichlich, besonders zu Klein-Umstadt angepflanzet.“ Nachdem der Ort wie das benachbarte Groß-Umstadt, zu dessen Zent es gehörte, zu gleichen Teilen im Kondominat Umstadt der Landgrafschaft Hessen-Darmstadt und der Kurpfalz zugehörig war, kam es 1802 ganz zur Landgrafschaft.
Die Statistisch-topographisch-historische Beschreibung des Großherzogthums Hessen berichtet 1829 über Klein-Umstadt:

„Kleinumstadt (L. Bez. Dieburg) luth. und reform. Filialdorf; liegt 2 St. von Dieburg und 3⁄4 St. von Umstadt, und hat 130 Häuser und 787 Einw., unter welchen 654 Luth., 90 Reform., 28 Kath. und 15 Juden sind, und unter diesen 111 Bauern und 39 Handwerker. Man findet eine gemeinschaftliche Kirche aus dem 15. Jahrhundert, 3 Höfe, 1 Oelmühle und bedeutende Torfgräbereien, die jährlich an 200,000 Stücke Torf liefern. Die Einwohner treiben etwas Weinbau. − Der Ort kommt in einer Urkunde von 1229 vor, zu Folge welcher Hartwig von Plumheim von seinem Gute zu Kleinumstadt, eine Hofraithe an Heinrich von Ravensburg, Probst zu Bingen und Domherrn zu Mainz überließ. Das Patronat war ein Bickenbachisches Lehen. Im Jahr 1802 kam der Ort, der zwischen Hessen und Churpfalz gemeinschaftlich war, ganz an Hessen.“

Am 14. August 1859 wurde der Ostteil des Dorfes durch einen Brand fast völlig zerstört. 1870 wurde die Verbindung in den Bachgau mit der Straße nach Radheim hergestellt. 1869 wurde der Bahnhof der Odenwaldbahn gebaut. 1894 entstand das erste Schulhaus am zentralen Platz des Dorfes, sieben Jahre später wurde das Pfarrhaus eingeweiht. Um 1906 erhielt Klein-Umstadt erstmals eine zentrale Wasserleitung. 1911 wurde ein erster Stromvertrag mit der späteren HEAG abgeschlossen, aber erst acht Jahre später erfolgten erste Stromlieferungen. 1927 gründete sich die Freiwillige Feuerwehr des Ortes. Nach dem Zweiten Weltkrieg stieg die Einwohnerzahl sprunghaft um 300 Einwohner, die aus Flüchtlingen und ausgebombten Familien der umliegenden Städte bestanden. 1962 wurde der Grundstein zur Mittelpunktschule gelegt (damals für die Dörfer Altheim, Kleestadt, Klein-Umstadt und Schlierbach), die 1964 ihren Lehrbetrieb aufnahm.  Sie ist heute nur noch Grundschule für den Ort und den benachbarten Ortsteil Kleestadt. 1972 bekam Klein-Umstadt mit dem Bürgerhaus sein eigenes Gemeindehaus. Seit 1998 ist der Ortsteil im Hessischen Dorferneuerungsprogramm aufgenommen, das neben der Renovierung zahlreicher Häuser des Dorfkerns, den Gemeindeplatz (Freier Platz genannt) und die größtenteils ehrenamtliche Restaurierung und Renovierung des alten Rathauses umfasste.
Hessische Gebietsreform
Im Zuge der Gebietsreform in Hessen wurden zum 1. Januar 1977 die Stadt Groß-Umstadt und die bis dahin selbständigen Gemeinden Dorndiel, Heubach, Kleestadt, Klein-Umstadt, Richen und Semd kraft Landesgesetz zur Neugliederung der Landkreise Darmstadt und Dieburg und der Stadt Darmstadt zur erweiterten Stadt Groß-Umstadt zusammengeschlossen. Für die Kernstadt Groß-Umstadt und die Stadtteile Dorndiel, Heubach, Kleestadt, Klein-Umstadt, Raibach, Richen, Semd und Wiebelsbach wurden Ortsbezirke errichtet.

### Verwaltungsgeschichte im Überblick
Die folgende Liste zeigt die Staaten und Verwaltungseinheiten, denen Klein-Umstadt angehört(e):
- vor 1323: Heiliges Römisches Reich, Zent Umstadt (Kondominat)
- ab 1390: Heiliges Römisches Reich, Kurpfalz (durch Kauf; bis 1427 an Herrschaft Hanau verpfändet), Zent Umstadt
- ab 1504: Heiliges Römisches Reich, Zent Umstadt (Kurpfalz und Landgrafschaft Hessen je zur Hälfte)
- 1567–1803: Hessischer Anteil zeitweise aufgeteilt zwischen Landgrafschaft Hessen-Kassel, Landgrafschaft Hessen-Darmstadt und Hessen-Rheinfels
- ab 1803: Heiliges Römisches Reich, Landgrafschaft Hessen-Darmstadt,[Anm. 2] Fürstentum Starkenburg, Amt Umstadt
- ab 1806: Großherzogtum Hessen,[Anm. 3] Fürstentum Starkenburg, Amt Umstadt[34]
- ab 1815: Großherzogtum Hessen[Anm. 4], Provinz Starkenburg, Amt Umstadt mit Otzberg
- ab 1821: Großherzogtum Hessen, Provinz Starkenburg, Landratsbezirk Dieburg[Anm. 5]
- ab 1832: Großherzogtum Hessen, Provinz Starkenburg, Kreis Dieburg
- ab 1848: Großherzogtum Hessen, Regierungsbezirk Dieburg
- ab 1852: Großherzogtum Hessen, Provinz Starkenburg, Kreis Dieburg
- ab 1871: Deutsches Reich, Großherzogtum Hessen, Provinz Starkenburg, Kreis Dieburg
- ab 1918: Deutsches Reich (Weimarer Republik), Volksstaat Hessen, Provinz Starkenburg, Kreis Dieburg
- ab 1938: Deutsches Reich, Volksstaat Hessen, Landkreis Dieburg[35][Anm. 6]
- ab 1945: Deutsches Reich, Amerikanische Besatzungszone,[Anm. 7] Groß-Hessen, Regierungsbezirk Darmstadt, Landkreis Dieburg
- ab 1946: Deutsches Reich, Amerikanische Besatzungszone, Land Hessen, Regierungsbezirk Darmstadt, Landkreis Dieburg
- ab 1949: Bundesrepublik Deutschland, Land Hessen, Regierungsbezirk Darmstadt, Landkreis Dieburg
- ab 1977: Bundesrepublik Deutschland, Land Hessen, Regierungsbezirk Darmstadt, Landkreis Darmstadt-Dieburg, Stadt Groß-Umstadt[Anm. 8]

### Gerichte
Klein-Umstadt gehörte zur Zent Umstadt. In der Landgrafschaft Hessen-Darmstadt wurde mit Ausführungsverordnung vom 9. Dezember 1803 das Gerichtswesen neu organisiert. Für das Fürstentum Starkenburg (ab 1815 Provinz Starkenburg) wurde das „Hofgericht Gießen“ eingerichtet. Es war für normale bürgerliche Streitsachen Gericht der zweiten Instanz, für standesherrliche Familienrechtssachen und Kriminalfälle die erste Instanz. Übergeordnet war das Oberappellationsgericht Darmstadt. Die Rechtsprechung der ersten Instanz wurde durch die Ämter bzw. Standesherren vorgenommen. Damit war das Amt Darmstadt zuständig. Das Hofgericht war für normale bürgerliche Streitsachen Gericht der zweiten Instanz, für standesherrliche Familienrechtssachen und Kriminalfälle die erste Instanz. Übergeordnet war das Oberappellationsgericht Darmstadt. Die Zentgerichte hatten damit ihre Funktion verloren.
Mit Bildung der Landgerichte im Großherzogtum Hessen war ab 1821 das Landgericht Umstadt das Gericht erster Instanz. Die zweite Instanz war das Hofgericht Darmstadt. Es folgten als Erstinstanz ab 1879 durch Umbenennung das Amtsgericht Groß-Umstadt und ab 1970 das Amtsgericht Dieburg; zweite Instanz war jeweils das Landgericht Darmstadt.

### Schwerspat-Bergbau
Von 1839 bis 1931 wurde Schwerspat in Klein-Umstadt unter Tage abgebaut. 1858 wurden zwei Gruben genannt, die zusammen jährlich etwa 30.000 Zentner (also 1500 Tonnen) förderten. Dies waren etwa zwei Drittel des gesamten Abbaus im Odenwald (neben Ober-Kainsbach und Ober-Ostern). Bei Förderkosten von 10 bis 15 Kreuzern wurden der Zentner gemahlenes Gestein damals für etwa 40 bis 50 Kreuzer (ohne oder mit Verpackung) verkauft. 1869 waren es 2500 Tonnen Jahresproduktion, erwirtschaftet durch nur acht bis zehn Arbeiter. Die Erzgänge in der Gemarkung waren teilweise bis neun Meter mächtig, jedoch immer wieder von Scherungszonen durchsetzt, und die Gruben waren bis zu 85 m tief abgeteuft. Insgesamt wurden über den gesamten Zeitraum mindestens 650.000 Tonnen barythaltiges Gestein abgebaut. Zwölf abbauwürdige Gänge wurden in den knapp 100 Jahren erschlossen.
Aus den Berggrundbüchern sind folgende Bergwerke überliefert: Eisenerzbergwerk Glück I, Eisenerzbergwerk Glück, Eisenerzbergwerk Adelheid, Eisenerzbergwerk Eisenrahm, Schwerspatbergwerk Kleestadt, Schwerspatbergwerk Edelweiß, Eisenerzbergwerk Kunigunde, Eisenerzbergwerk Oberweiß, Schwerspatbergwerk Klein-Umstadt, und das Schwerspatbergwerk Ausdauer.

## Bevölkerung

### Einwohnerstruktur 2011
Nach den Erhebungen des Zensus 2011 lebten am Stichtag dem 9. Mai 2011 in Klein-Umstadt 2055 Einwohner. Darunter waren 90 (4,4 %) Ausländer. Nach dem Lebensalter waren 357 Einwohner unter 18 Jahren, 807 waren zwischen 18 und 49, 507 zwischen 50 und 64 und 387 Einwohner waren älter. Die Einwohner lebten in 855 Haushalten. Davon waren 228 Singlehaushalte, 276 Paare ohne Kinder und 276 Paare mit Kindern, sowie 57 Alleinerziehende und 21 Wohngemeinschaften. In 171 Haushalten lebten ausschließlich Senioren/-innen und in 582 Haushaltungen lebten keine Senioren/-innen.

### Einwohnerentwicklung
| • 1633: | 309 Einwohner             |
| • 1636: | ca. 40–50 Einwohner       |
| • 1806: | 780 Einwohner, 127 Häuser |
| • 1829: | 787 Einwohner, 130 Häuser |
| • 1867: | 881 Einwohner, 138 Häuser |

| Klein-Umstadt: Einwohnerzahlen von 1806 bis 2019 | Klein-Umstadt: Einwohnerzahlen von 1806 bis 2019 | Klein-Umstadt: Einwohnerzahlen von 1806 bis 2019 | Klein-Umstadt: Einwohnerzahlen von 1806 bis 2019 | Klein-Umstadt: Einwohnerzahlen von 1806 bis 2019 |
| --- | ------------------------------------------------ | ------------------------------------------------ | ------------------------------------------------ | ------------------------------------------------ |
| Jahr |                                                  |                                                  |                                                  | Einwohner                                        |
| 1806 | 1806                                             |                                                  | 780                                              | 780                                              |
| 1829 | 1829                                             |                                                  | 787                                              | 787                                              |
| 1834 | 1834                                             |                                                  | 828                                              | 828                                              |
| 1840 | 1840                                             |                                                  | 852                                              | 852                                              |
| 1846 | 1846                                             |                                                  | 876                                              | 876                                              |
| 1852 | 1852                                             |                                                  | 847                                              | 847                                              |
| 1858 | 1858                                             |                                                  | 820                                              | 820                                              |
| 1864 | 1864                                             |                                                  | 877                                              | 877                                              |
| 1871 | 1871                                             |                                                  | 907                                              | 907                                              |
| 1875 | 1875                                             |                                                  | 945                                              | 945                                              |
| 1885 | 1885                                             |                                                  | 916                                              | 916                                              |
| 1895 | 1895                                             |                                                  | 902                                              | 902                                              |
| 1905 | 1905                                             |                                                  | 881                                              | 881                                              |
| 1910 | 1910                                             |                                                  | 880                                              | 880                                              |
| 1925 | 1925                                             |                                                  | 919                                              | 919                                              |
| 1939 | 1939                                             |                                                  | 883                                              | 883                                              |
| 1946 | 1946                                             |                                                  | 1.261                                            | 1.261                                            |
| 1950 | 1950                                             |                                                  | 1.250                                            | 1.250                                            |
| 1956 | 1956                                             |                                                  | 1.212                                            | 1.212                                            |
| 1961 | 1961                                             |                                                  | 1.245                                            | 1.245                                            |
| 1967 | 1967                                             |                                                  | 1.408                                            | 1.408                                            |
| 1970 | 1970                                             |                                                  | 1.491                                            | 1.491                                            |
| 1980 | 1980                                             |                                                  | ?                                                | ?                                                |
| 1990 | 1990                                             |                                                  | ?                                                | ?                                                |
| 2006 | 2006                                             |                                                  | 2.255                                            | 2.255                                            |
| 2011 | 2011                                             |                                                  | 2.055                                            | 2.055                                            |
| 2016 | 2016                                             |                                                  | 2.094                                            | 2.094                                            |
| 2019 | 2019                                             |                                                  | 2.123                                            | 2.123                                            |
| Datenquelle: Historisches Gemeindeverzeichnis für Hessen: Die Bevölkerung der Gemeinden 1834 bis 1967. Wiesbaden: Hessisches Statistisches Landesamt, 1968. Weitere Quellen: LAGIS; Stadt Groß-Umstadt; Zensus 2011 |                                                  |                                                  |                                                  |                                                  |

### Historische Religionszugehörigkeit
| • 1829: | 654 lutheranische (= 83,10 %), 90 reformierte (= 11,44 %), 15 jüdische (= 1,91 %) und 28 katholische (= 3,56 %) Einwohner |
| • 1961: | 977 evangelische (= 78,47 %), 257 katholische (= 20,64 %) Einwohner                                                       |

## Politik

### Ortsbeirat
Für Klein-Umstadt besteht ein Ortsbezirk (Gebiete der ehemaligen Gemeinde Klein-Umstadt) mit Ortsbeirat und Ortsvorsteher nach der Hessischen Gemeindeordnung. Der Ortsbeirat besteht aus sieben Mitgliedern. Bei den Kommunalwahlen in Hessen 2021 betrug die Wahlbeteiligung zum Ortsbeirat betrug 58,47 %. Dabei wurden gewählt: drei Mitglieder der SPD, zwei Mitglieder der CDU, ein Mitglied der FDP und ein Mitglied des Bündnis 90/Die Grünen. Der Ortsbeirat wählte Udo Kalbfleisch (SPD) zum Ortsvorsteher.
| Ortsbeirat Klein-Umstadt          |                                             |        |            |        |            |        |            |        |            |
| Parteien und Wählergemeinschaften | Parteien und Wählergemeinschaften           | 2021 % | 2021 Sitze | 2016 % | 2016 Sitze | 2011 % | 2011 Sitze | 2006 % | 2006 Sitze |
| SPD                               | Sozialdemokratische Partei Deutschlands     | 43,5   | 3          | 46,2   | 3          | 52,5   | 4          | 47,8   | 3          |
| CDU                               | Christlich Demokratische Union Deutschlands | 33,0   | 2          | 27,6   | 2          | 22,0   | 1          | 34,4   | 3          |
| GRÜNE                             | Bündnis 90/Die Grünen                       | 9,9    | 1          | 13,5   | 1          | 12,9   | 1          | 9,1    | 1          |
| BVG                               | Bürgervereinigung Groß-Umstadt              | -      | -          | -      | -          | 8,9    | 1          | 4,1    | 0          |
| FDP                               | Freie Demokratische Partei                  | 10,5   | 1          | 12,6   | 1          | 3,7    | 0          | 4,7    | 0          |
| Gesamt                            | Gesamt                                      | 100    | 7          | 100    | 7          | 100    | 7          |        |            |
| Wahlbeteiligung                   | Wahlbeteiligung                             | 58,5 % | 58,5 %     | 55,9 % | 55,9 %     | 55,5 % | 55,5 %     | 47,2 % | 47,2 %     |

### Wappen
Blasonierung: „In goldenem Schild eine rote Kirche (in Seitenansicht) mit blauem Dach, silberner Tür und silbernen Fenstern.“
Das Wappen wurde der Gemeinde Klein-Umstadt im damaligen Landkreis Dieburg am 31. August 1955 durch den Hessischen Innenminister genehmigt.
Gestaltet wurde es durch den Darmstädter Heraldiker Georg Massoth.
Es beruht auf Gemeindesiegeln, die mindestens seit 1597 eine Kirche zeigen. Diese stellt in stilisierter Form die Wehrkirche von Klein-Umstadt da.

## Kultur und Sehenswürdigkeiten

### Kulturdenkmäler
Wichtige Kulturdenkmäler der Geschichte Klein-Umstadts, wie die Reste des Freihofes, der Kirche, des Untertores, des Pfarrhauses und der alten Schulen sind im Rahmen des Geopfades ergehbar und teils mit Informationstafeln erläutert.

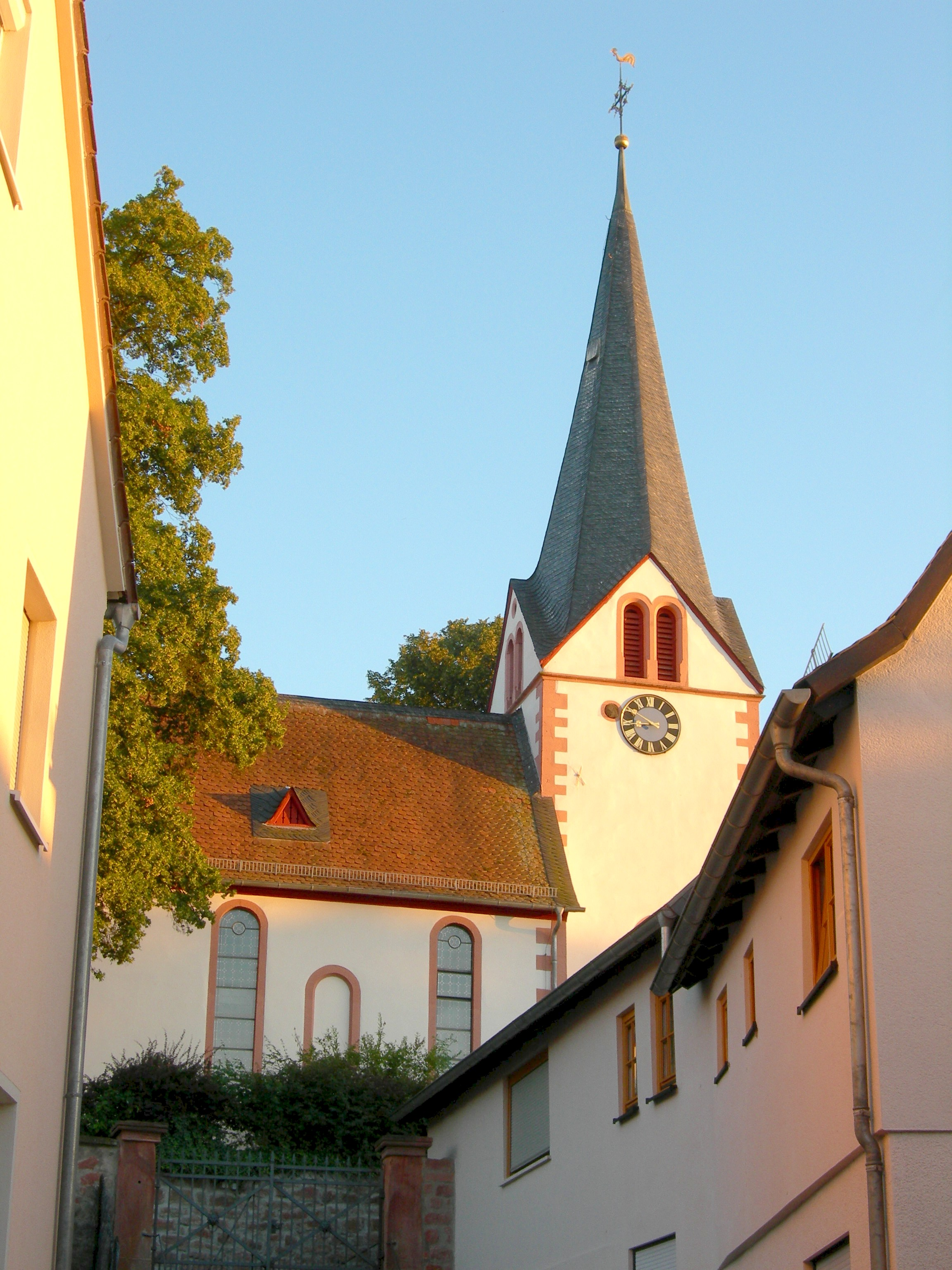
Der Kirchberg mit mittelalterlicher Wehr-, heute ev. Kirche
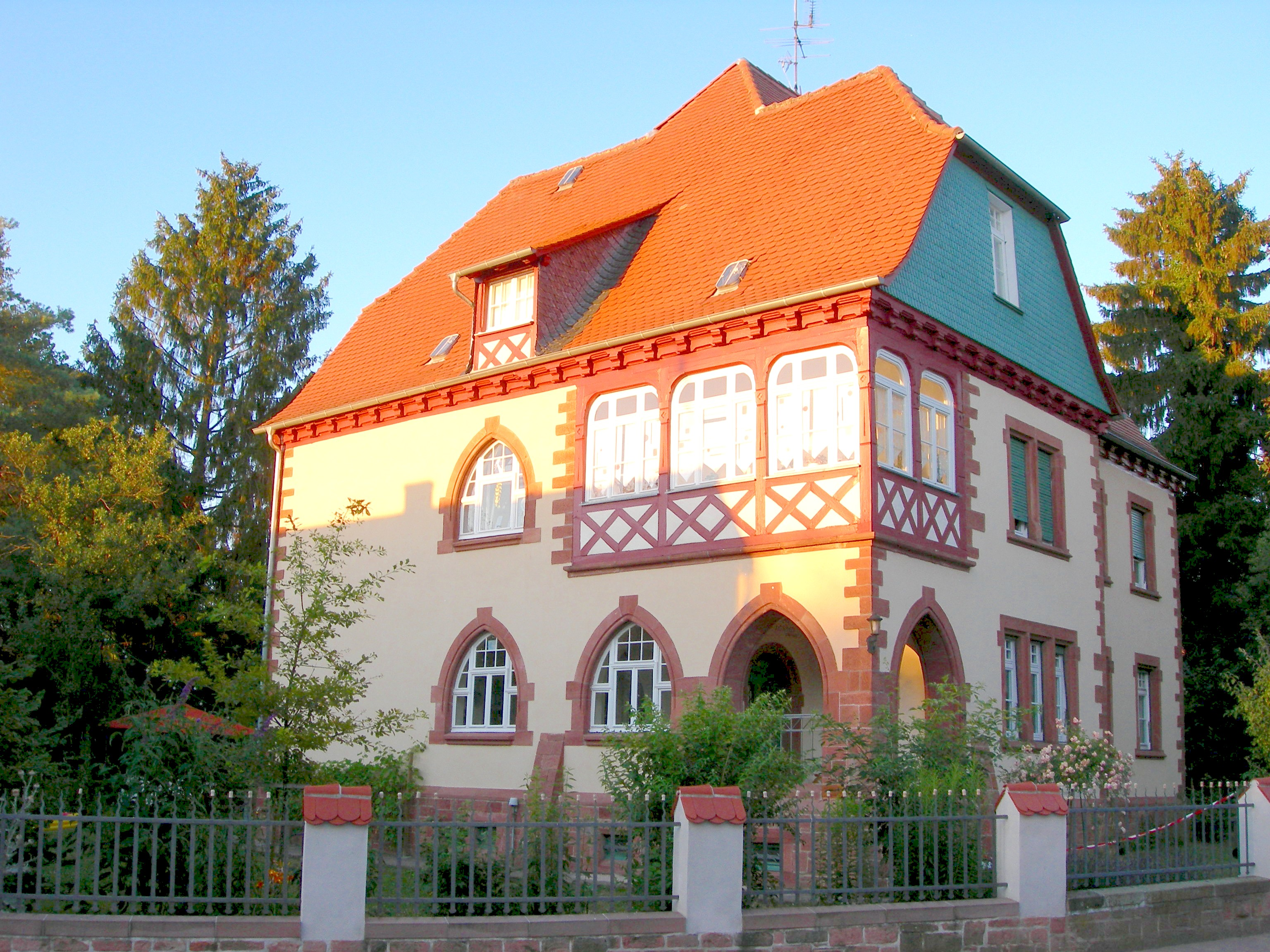
Evangelisches Pfarrhaus (neugotisch, 1901)
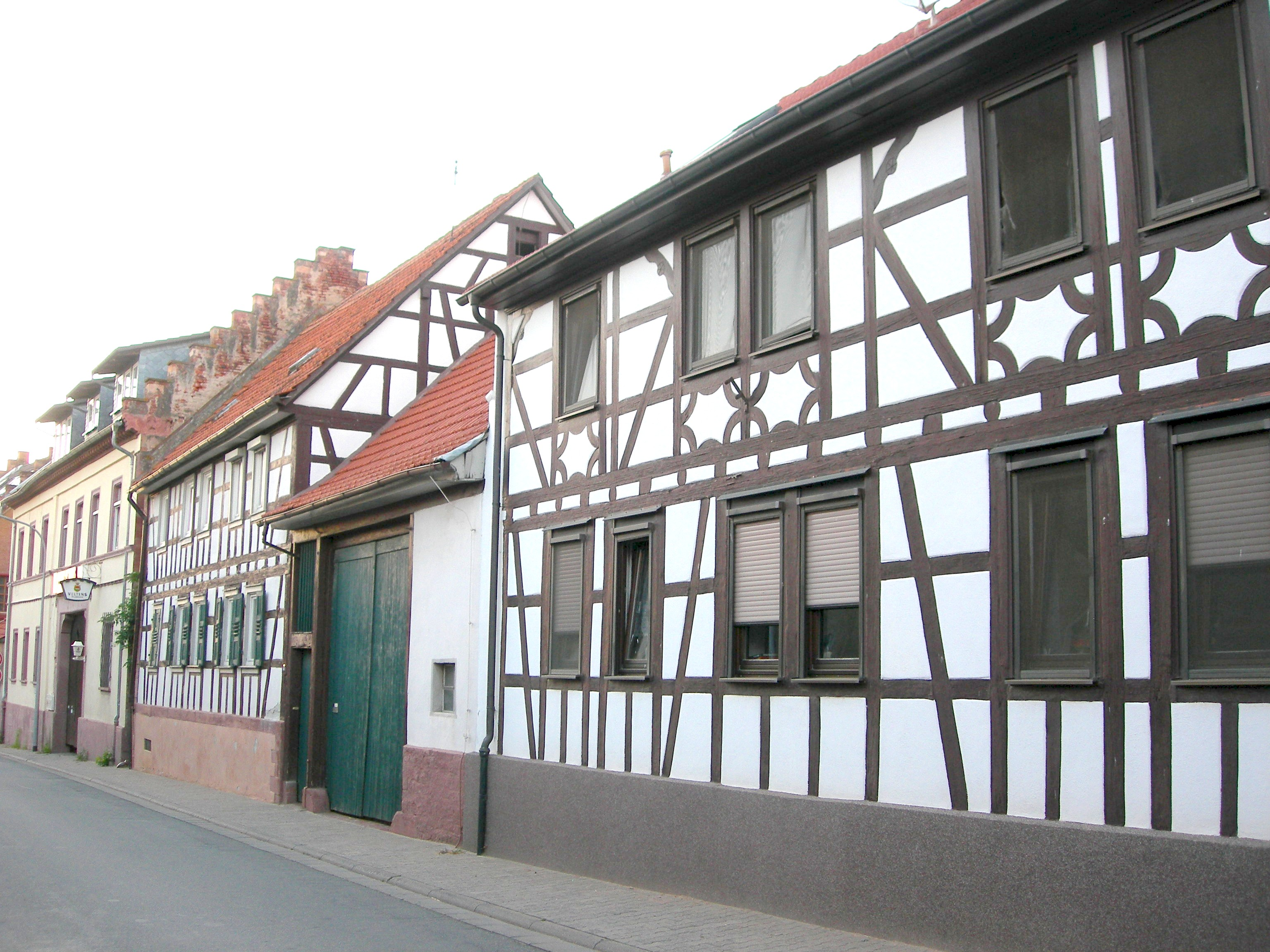
Fachwerkhäuser im alten Dorfkern
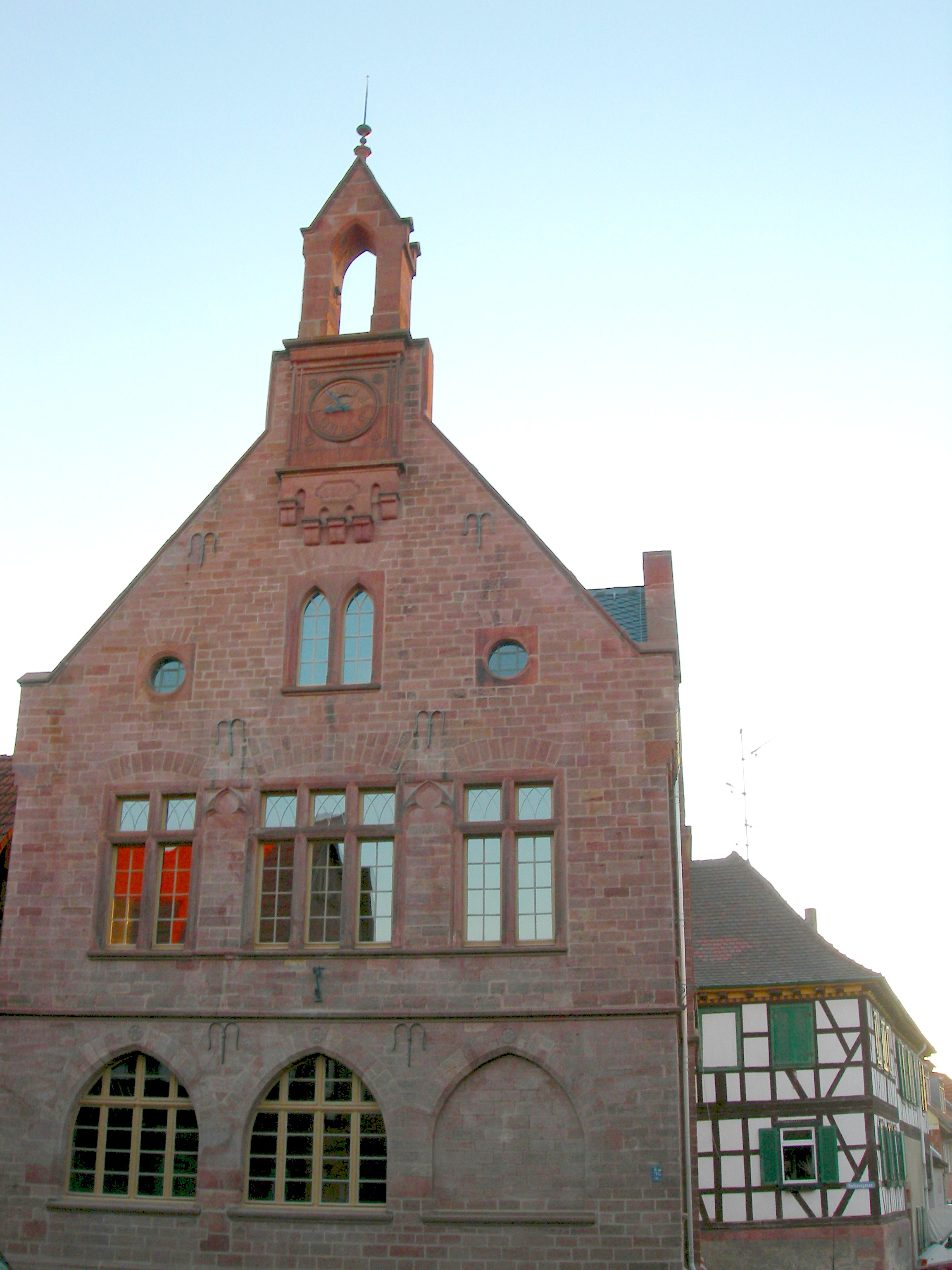
Das alte Rathaus

### Regelmäßige Veranstaltungen
Mit einem Gottesdienst wird jährlich des Kisseltages vom 1. August 1702 gedacht. Ein heftiges Unwetter mit schwerem Hagel verwüstete die Felder, die Weinberge und Obstbäume im Umstädter Land und führte in der kleinen Gemeinde, die zu diesem Zeitpunkt überwiegend von der Landwirtschaft abhängig war, zu großer Not.
Regelmäßig zu Pfingsten wird von der Fußballabteilung seit über zwei Jahrzehnten ein Jedermann-Fußball-Turnier ausgerichtet. Zwei Wochen vor dem Umstädter Winzerfestwochenende findet die Kerb mit Umzug, Feier und Kerbverbrennung statt und jährlich am Mittwoch vor dem Winzerfest wird der auch überregional beachtete Volkslauf, der Umstädter Winzerfestlauf „Rund um den Stachelberg“ organisiert.

## Wirtschaft und Infrastruktur

### Verkehr
Klein-Umstadt liegt mit dem Haltepunkt Groß-Umstadt Klein-Umstadt an der Bahnstrecke der Odenwaldbahn von Eberbach am Neckar nach Hanau. Die Gemarkung wird von vier Landesstraßen gekreuzt und hat Busverbindung zwischen Groß-Umstadt und Schaafheim. Zum Winzerfest Groß-Umstadt gibt es einen Sonderbus.

### Öffentliche Einrichtungen
Der Ort hat einen evangelischen Kindergarten („Kinderinsel“) mit Schulkinderbetreuung und die Wendelinus-Grundschule für die Ortsteile Klein-Umstadt und Kleestadt. Die Schule wird durch einen gemeinsamen Förderverein unterstützt, an deren Angeboten sich auch Kinder aus anderen Ortsteilen und Gemeinden anmelden können.
Klein-Umstadt hat ein Bürgerhaus als Vereins- und kulturellen Mittelpunkt und das von den Bürgern des Ortes selbst renovierte historische alte Rathaus. Im Ort selbst sind mehrere Vereine wie die Kulturinitiative KIKU, Sport- und Schützenvereine (im TSV 1909 Klein-Umstadt ist mehr als jeder dritte Bürger des Ortes Mitglied), der Theaterverein Hobbystübchen, der Arbeitskreis Dorferneuerung AKDE im Rahmen der Lokalen Agenda 21, ein Kerbverein und nicht zu vergessen eine Freiwillige Feuerwehr mit Musikzug aktiv.
Ein Evangelisches Pfarramt (Dekanat mit Dorndiel) und die evangelische Freikirche Ecclesia sind hier seelsorgerisch tätig. In der heute evangelischen Wehrkirche werden aber auch katholische Gottesdienste abgehalten.

### Lehrpfad im Geo-Naturpark
Zwischen Groß-Umstadt und Klein-Umstadt fällt der nördliche Odenwald in die weite Untermainebene ab. Hier gedeihen seit dem Mittelalter vor allem auf den gegen Süden exponierten Hanglagen Weine auf mineralreichen Porphyr- und Lössböden.
Von den Weinlagen an der Wendelinuskapelle oberhalb von Klein-Umstadt sind bei klarem Wetter die Höhenzüge von Hunsrück, Taunus, Vogelsberg und Spessart sowie die Silhouette von „Mainhattan“ (Frankfurt am Main) zu erkennen. Die Untermainebene geht gegen Süden allmählich in das Reinheimer Hügelland und den kuppigen Vorderen Odenwald über. Durch die Höhenzüge des nördlichen Odenwaldes vor kalten Ostwinden geschützt, besitzt die Gegend um Klein-Umstadt klimatische Ähnlichkeiten mit der Bergstraße.
Der Lehrpfad „Die kleine Bergstraße – Landschaft, Mensch und Umwelt in Klein-Umstadt“ im UNESCO Geo-Naturpark Bergstraße-Odenwald bietet elf Themenschwerpunkte mit entsprechenden Informationstafeln:
1. vom Startpunkt am Bahnhof mit Hintergrundinformationen zur zeitlichen und geologischen Entwicklung des Gebietes,
2. dem geologischen Aufbau der Region, mit mehreren Steinen verschiedener Erdzeitalter zum Anfassen,
3. der Erläuterung des regionalen Weinanbaus auf dem Stachelberg entlang der südlichen Ortsrandlage,
4. dem Aussichtspunkt der Wendelinuskapelle zum umgebenden Terrain der Region mit einer erläuternden Rundumtafel der Berge und Landschaften
5. einem Bodenprofil, das die unterschiedlichen Nutzungszeiten Weinberg, Ackerland und wieder Weinberg fassbar macht und erläutert
6. Es folgt die Geschichte des Ortes: der Ortsbrand von 1859,
7. die Wehrkirche und ihre Baugeschichte von Romanik bis Gotik
8. mit Resten der mittelalterlichen Wehrmauer, dem alten Ortskern und dem ehemaligen Untertor.
9. Der weitere Weg führt zu den Klein-Umstädter Streuobstwiesen – entstanden auf aufgegebenen Weinbauflächen nach dem Dreißigjährigen Krieg und mehreren Pestwellen und bis heute die nördliche Ortsrandlage prägend,
10. bis hin zum Schwerspat-Bergbau vor Ort (1839–1931) und der Geschichte des Schwerspat-Krieges.
11. Ein zusätzlicher Geopunkt („Breitwieser Bruch“) erläutert die Trinkwassergewinnung aus Grundwasser über Tiefbrunnen, das durch mehrere Braunkohle-Schichten hindurch gefördert wird und die zum Glück nicht mächtig genug für einen lohnenden Abbau waren. Hinter der Wasserstation befinden sich auch noch die Reste von Klein-Umstadts Menhir (Monolith von Klein-Umstadt).

### Windpark

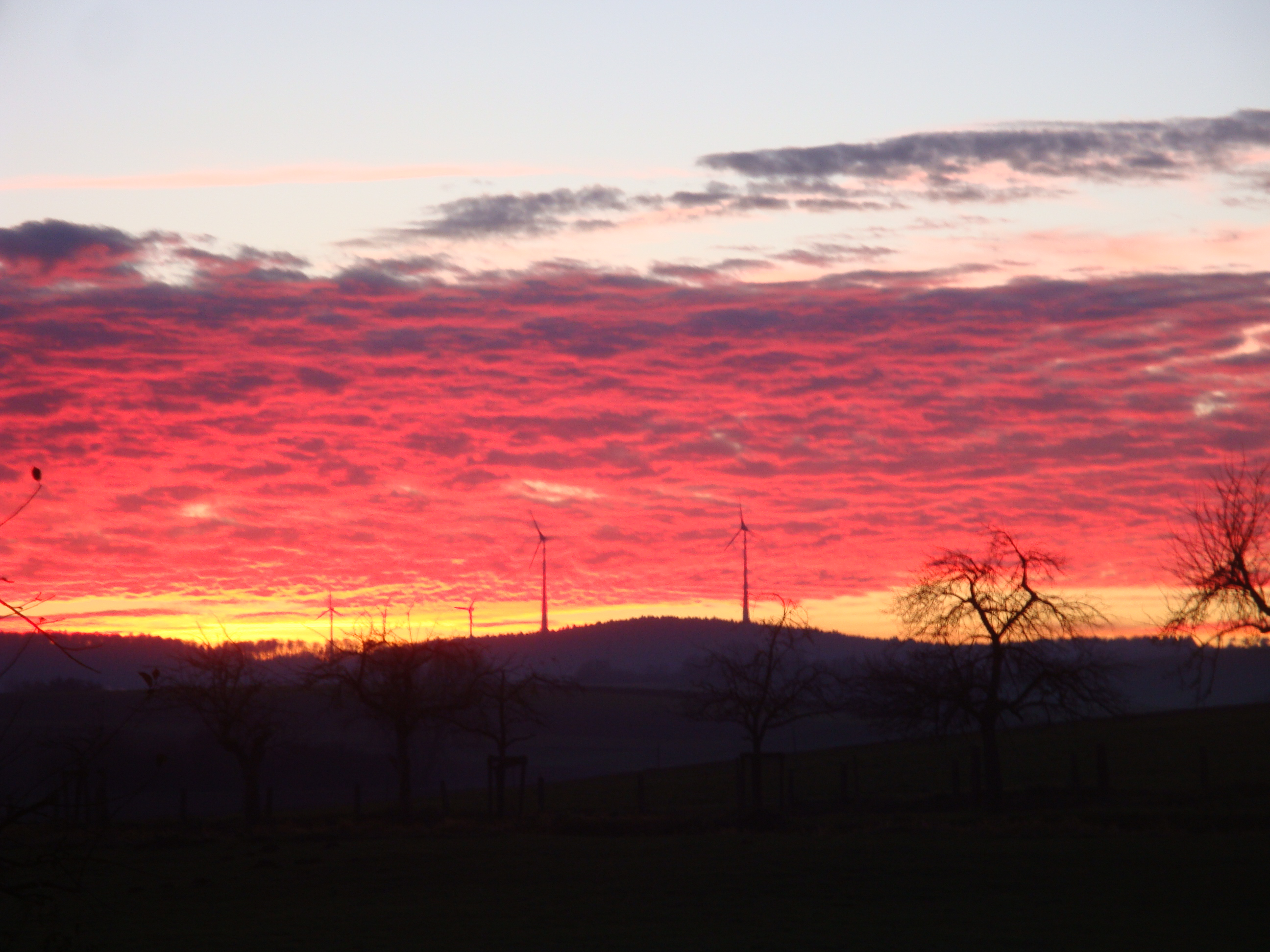
Windpark Binselberg

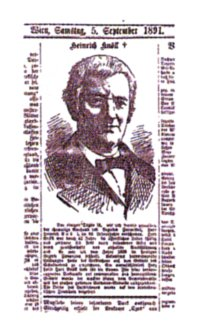
Johann Heinrich Knöll

Auf dem zur Gemarkung Klein-Umstadts gehörenden Binselberg befindet sich ein aus vier Windkraftanlagen bestehender Windpark. 1999 wurden zwei 97 Meter hohe Fuhrländer FL 1000 Windkraftanlagen mit jeweils 1 MW Nennleistung in Betrieb genommen, die in einem durchschnittlichen Windjahr zusammen etwa 2,9 Mio. kWh Strom erzeugen. Zum Jahreswechsel 2010/2011 wurden diese beiden Anlagen um zwei jeweils 2 MW leistende Enercon E-82 Anlagen ergänzt. Diese beiden neueren Windkraftanlagen, die bei einer Nabenhöhe von 138 Metern sowie einem Rotordurchmesser von 82 Metern bis zur Rotorspitze 179 Meter hoch sind, werden von der HSE betrieben und erzeugen pro Jahr ca. 9 Mio. kWh elektrische Energie, entsprechend in etwa dem Stromverbrauch von 3000 Haushalten.

## Persönlichkeiten
- Johann Heinrich Knöll (1806–1891) war Bezirksvorsteher des 10. Wiener Bezirkes Favoriten.